# Kap Hope
Kap Hope är en udde i Grönland (Kungariket Danmark).   Den ligger i kommunen Sermersooq, i den östra delen av Grönland, 1 400 km öster om huvudstaden Nuuk.
Terrängen inåt land är huvudsakligen kuperad, men den allra närmaste omgivningen är platt. Havet är nära Kap Hope åt sydväst.  Närmaste större samhälle är Ittoqqortoormiit, 17,0 km öster om Kap Hope. Trakten runt Kap Hope består i huvudsak av gräsmarker.